# 東新潟自動車学校
株式会社東新潟自動車学校（ひがしにいがたじどうしゃがっこう）は、新潟県新潟市東区にある指定自動車教習所を運営する企業である。

## 教習車種
- 普通自動車　使用車両…トヨタ・コンフォート
- 中型自動車
- 大型自動二輪車
- 普通自動二輪車 使用車両…ホンダ・CB400スーパーフォア
- 大型特殊自動車

## 設備・特徴
- 託児所設置
- 女性専用の「リラックスルーム」設置
- 合宿免許可能
- 法人向け各種研修プラン用意
- 大学生協と提携

## テレビCM
テレビCMに、1980年代前半に制作されたと推測される作品を長らく用いていた。聖子ちゃんカットの女性が学校の特色（託児所の設置と親切指導）を解説するというもので、ダイヤル式の木目家具調テレビが託児所に設置されている。BGMは、イギリスの楽団ペンギン・カフェ・オーケストラの「PAUL'S DANCE」。主にNST新潟総合テレビ（放送開始時点では新潟総合テレビ）で放送されており、後述の新CMが製作された2011年以降も時折放送されている。この旧来よりのバージョンは、公式サイト上で「レジェンドバージョン」と呼称されている。2019年現在も月に1回放送されている模様。
2011年夏ごろに、村山恵美（元・新潟総合テレビアナウンサー）出演のHD収録CMが新たに製作された。これに合わせてロゴが変更され、電話番号がフリーダイヤル化している。
2014年3月にNegicco出演の新CMが製作された。旧CMのセリフを踏まえた「リメイク編」と、旧CMを見たNegiccoが「まだやってるこのCMー!」と自虐的にも受け取れるセリフを言った後で免許を欲しがる「免許ほし～い編」の2種類がある。

## アクセス・送迎
- JR新潟駅より約2km（徒歩約30分）
- 新潟駅万代口バスターミナル11番線から「E4 大形線」で「東新潟中学前」または「中山木戸｣下車
- 送迎バスの系統は「新潟駅・古町方面」「駅南・万代高校方面」「山の下・河渡方面」「石山方面」「東明・亀田方面」「稲葉・横越方面」「津島屋・松浜方面」「入船方面」「新潟大学方面」「新潟医療福祉大学方面」

## 近隣施設
- 北越コーポレーション新潟工場
- JXTGエネルギー新潟事業所
- 新潟市立東新潟中学校